# André Roch
André Roch (Hermance, 21 agosto 1906 – Hermance, 19 novembre 2002) è stato un alpinista e scrittore svizzero, guida alpina, sciatore ed esperto di protezione da valanghe.

## Biografia
André Roch ha imparato a praticare l'alpinismo da suo padre Maurice Roch; fin da piccolo è stato un appassionato sciatore e alpinista. Ha studiato ingegneria all'ETH di Zurigo e negli Stati Uniti, è entrato a far parte del Club Alpino Accademico di Zurigo e nel 1928 del Club Alpino Svizzero .  